# Zwiastowanie (obraz El Greca z 1600)
Zwiastowanie – obraz olejny hiszpańskiego malarza pochodzenia greckiego Dominikosa Theotokopulosa, znanego jako El Greco.
El Greco zobrazował scenę zaczerpniętą z Nowego Testamentu, opisaną jedynie w kanonicznej Ewangelii Łukasza. Motyw zwiastowania Marii przez Archanioła Gabriela był często przedstawiany przez malarzy różnych epok i interpretowany na wiele sposobów. Mistycyzm i znaczenie epizodu pozwalały malarzom na swobodne przedstawianie reakcji Marii na wiadomość od Archanioła o woli Bożej i oddziaływaniu nowiny poczęcia na inne postacie; umożliwiały też wykorzystanie wielu różnych detali i szczegółów otoczenia do zaznaczenia wagi sceny. Do tego motywu El Greco powracał przez cały okres swojej twórczości: od poliptyku z Modeny, gdzie jego twórczość przejawiała wpływy Tycjana i Tintoretta, po ostatnią wersję Zwiastowania z 1614 roku znajdującą się w zbiorach Santander w Madrycie.

## Opis obrazu
Wersja z Muzeum Sztuk Pięknych w Budapeszcie powstała w 1600 roku. Od kilku lat El Greco odchodzi od zaczerpniętych wzorców i upraszcza schemat kompozycji ograniczając lub całkowicie rezygnując z elementów rzeczywistości: architektury, perspektywy, przedmiotów codziennego użytku. Postacie przedstawiani są na tle, często burzowych chmur, dzięki czemu widz może się skoncentrować jedynie na nich samych.
W tej wersji Anioł zstępuje z nieba, a wraz z nim po smudze światła spływa Duch Święty pod postacią gołębicy. Zwiastun trzyma w lewej dłoni kwiat lilii – symbol maryjny. Jego potężne skrzydła wyakcentowane przy użyciu czerni kontrastują ze zdematerializowanym, zielonkawym tłem. Maria przedstawiona została w pozycji klęczącej, w szerokiej czerwonej sukni i w niebieskim płaszczu. Pojawienie się Anioła oderwało ją od lektury, lewa ręka jeszcze przytrzymuje stronice, gdy prawa wznosi się w geście pozdrowienia lub przyzwolenia zgodnie z wypowiedzianymi słowami: Oto Ja służebnica Pańska, niech Mi się stanie według twego słowa! (Mt. 1.38). U dołu na podłodze znajdują się przybory do szycia i wazon z kwiatami.
Powstało kilka wersji tego obrazu. W większości układ kompozycyjny jest taki sam. W wersji z Ohara Museum of Art Maria ma aureolę stworzoną z gwiazd, co może odwoływać się do
Apokalipsy św. Jana i słów: 

Potem wielki znak się ukazał na niebie: Niewiasta obleczona w słońce i księżyc pod jej stopami, a na jej głowie wieniec z gwiazd dwunastu (Ap 12,1)

.

## Inne wersje

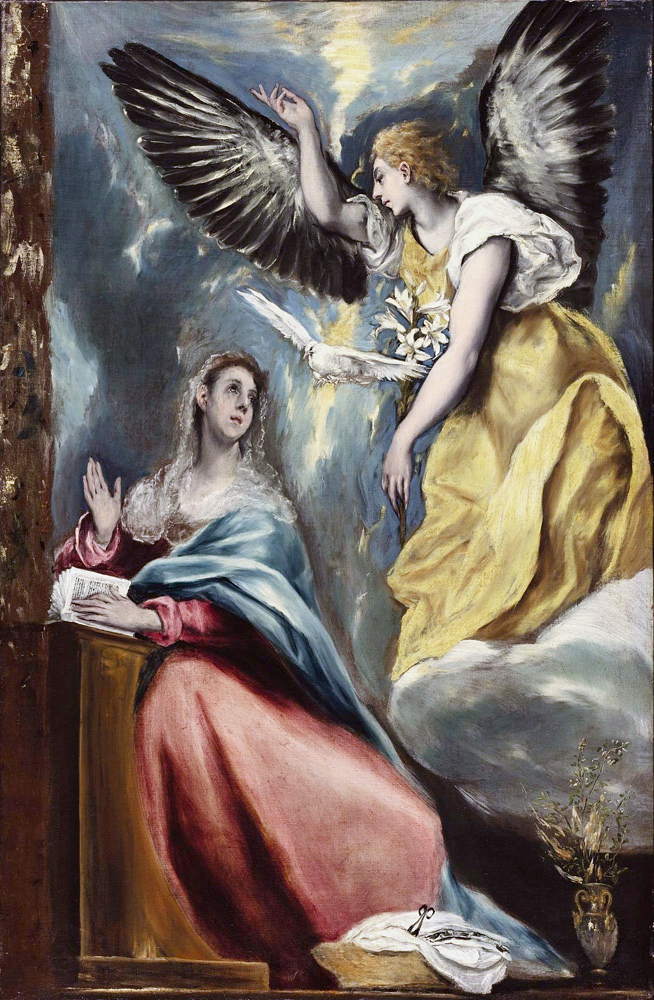
1600 128 × 83 cm Toledo Museum of Art
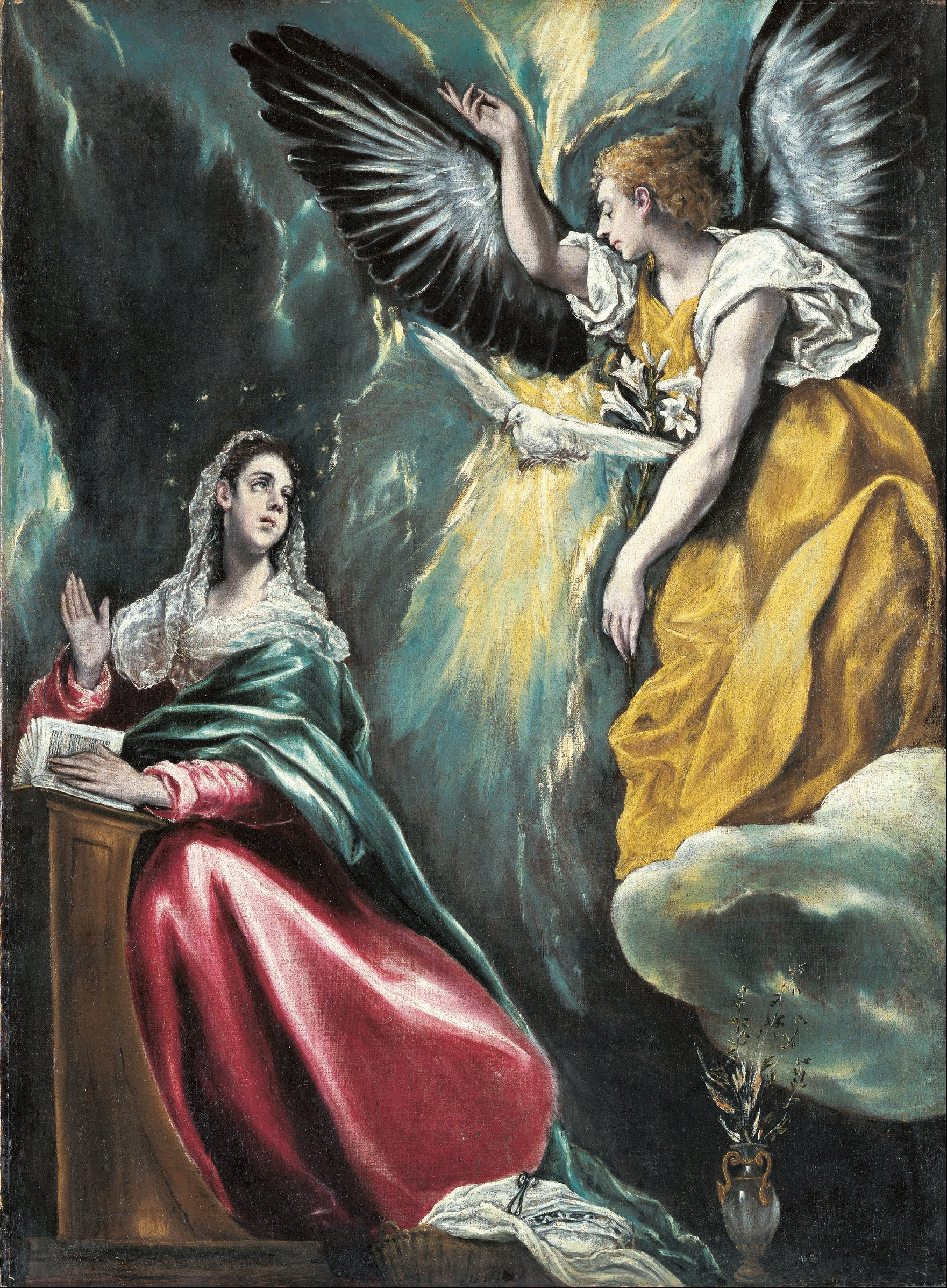
1590–1603 109 × 80 cm Ohara Museum of Art
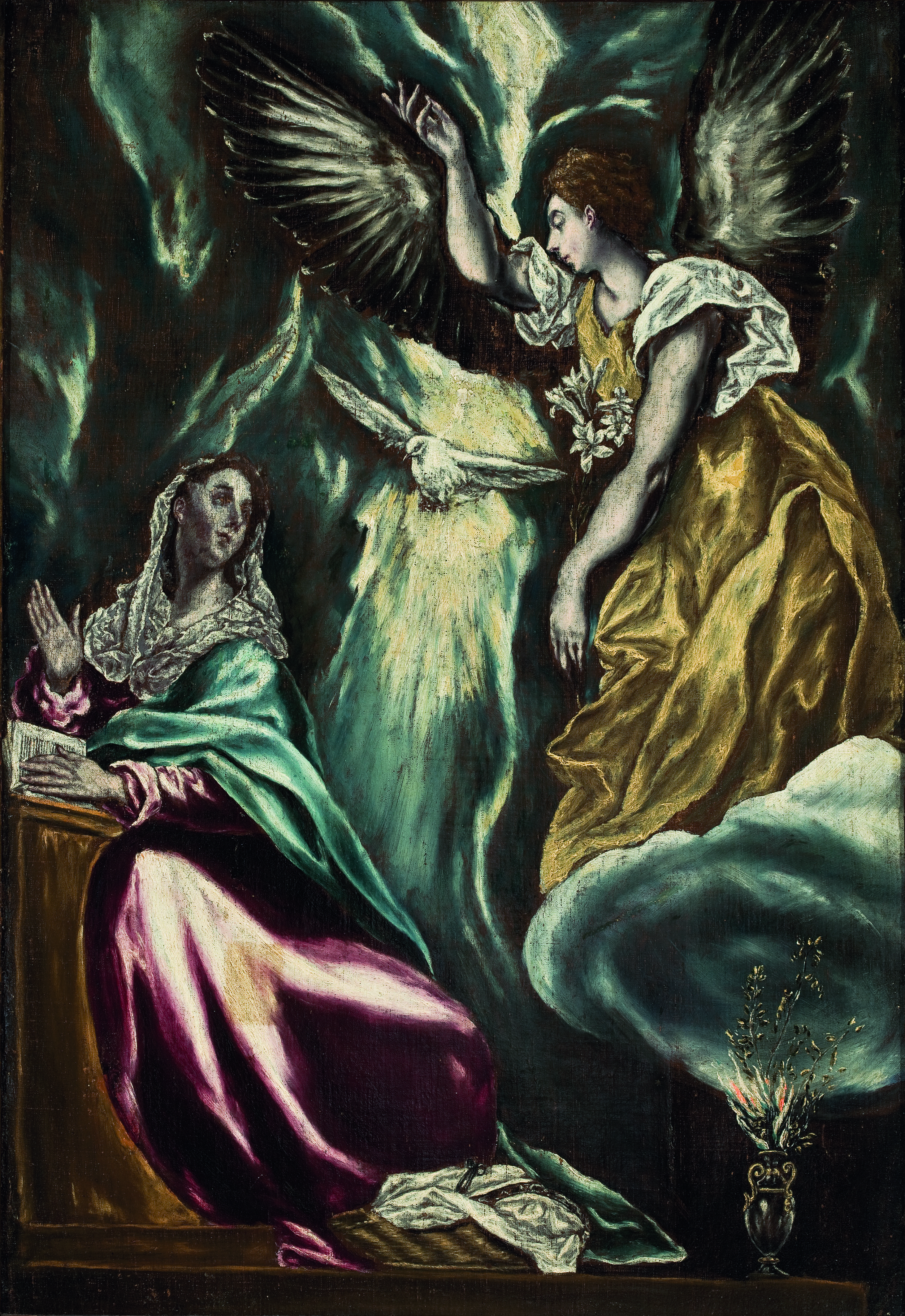
1600 107 × 74 cm Museu de Arte de São Paulo